# Freestone megye
Freestone megye az Amerikai Egyesült Államokban, azon belül Texas államban található. Megyeszékhelye Fairfield, legnagyobb városa Teague. Lakosainak száma 19 435 fő (2020. április 1.).

## Szomszédos megyék
- Leon megye
- Anderson megye
- Navarro megye
- Henderson megye
- Limestone megye

## Népesség
A megye népességének változása:
| Lakosok száma | 19 807 | 19 607 | 19 483 | 19 646 | 19 691 | 19 435 |
|               | 2010   | 2011   | 2012   | 2013   | 2015   | 2020   |